# Martin Sørby
Martin Sørby (* 28. Februar 1963) ist ein norwegischer Diplomat. Er war von 2016 bis 2020 der norwegische  Botschafter in den Niederlanden.

## Leben
Martin Sørby besuchte die weiterführende Schule in Berg, einem Ortsteil des Osloer Stadtteils Nordre Aker. Er schloss sein Studium der Rechtswissenschaften an der Universität Oslo 1990 als cand.jur ab. Im selben Jahr studierte er ein Semester Spanisch an der Universität Granada. Von 1990 bis 1992 war er Berater im norwegischen Handelsministerium.
Er ist verheiratet und hat zwei Kinder.

## Diplomatischer Werdegang
Dem auswärtigen Dienst trat er 1992 bei. Sein erster Auslandseinsatz führte ihn von 1994 bis 1997 als zweiter Sekretär an die Botschaft in Madrid, im Anschluss von 1997 bis 2000 zuerst als zweiter Sekretär und dann als stellvertretender Missionsleiter an die Botschaft in Abu Dhabi. Von 2001 bis 2005 war er Bereichsleiter im norwegischen Außenministerium, von 2005 bis 2016 dort Abteilungsdirektor.
Von August 2016 bis 2020 war er als Nachfolger von Anniken Ramberg Krutnes der norwegische Botschafter in Den Haag, mitakkreditiert für Luxemburg. Seitdem ist er erneut Abteilungsdirektor im norwegischen Außenministerium.

## Auszeichnungen
- 2017: Ritter 1. Klasse des Königlich Norwegischen Verdienstordens[2]